# 單子蒲桃
單子蒲桃（学名：Eugenia pitanga）为桃金孃科蒲桃屬下的一个种。

## 扩展阅读
- 維基物種上的相關：單子蒲桃